# Mithridates V van Pontus
Mithridates V van Pontus (gestorven: ca. 120 v.Chr.) was tussen 150 en 120 v.Chr. koning van Pontus.

## Biografie
Mithridates V werd geboren als zoon van Pharnaces I van Pontus en zijn vrouw Nysa. Hij werd na de dood van zijn oom Mithridates IV koning van het koninkrijk. Mithridates hield de vriendschappelijke banden met de Romeinse Republiek aan. Gedurende de Derde Punische Oorlog steunde hij Rome met soldaten en ook trok hij met Rome ten strijde tegen koning Eumenes III van Pergamon.
Door zijn verdienste aan de Romeinse staat verkreeg hij van Manius Aquilius de provincie Frygië. Omstreeks het jaar 120 v.Chr. werd hij te Sinope tijdens een banket vergiftigd. Hij werd in Amaseia begraven in de koningsgraven. Zijn beide zonen Mithridates VI, Mithridates Chrestus en zijn vrouw Laodice zouden hem opvolgen.

## Huwelijk en kinderen
Mithridates V was getrouwd met de Seleucidische prinses Laodice, die de dochter was van Antiochus IV Epiphanes, zij kregen samen zeven kinderen:
- Laodice, trouwde met Ariarathes V
- Mithridates VI, zou zijn vader opvolgen als alleenheerser
- Mithridates Chrestus
- Laodice
- Nysa
- Roxana
- Statira